# Condado de Nidzica
Condado de Nidzica (polaco: powiat nidzicki) é um powiat (condado) da Polónia, na voivodia de Vármia-Masúria. A sede do condado é a cidade de Nidzica. Estende-se por uma área de 960,7 km², com 33 949 habitantes, segundo os censos de 2005, com uma densidade 35,34 hab/km².

## Divisões admistrativas
O condado possui:
Comunas urbana-rurais: Nidzica
Comunas rurais: Janowiec Kościelny, Janowo, Kozłowo
Cidades: Nidzica

## Demografia
População (dados de 30 de Junho de 2005):
|          | Total   | Total | Mulheres | Mulheres | Homens  | Homens |
| -------- | ------- | ----- | -------- | -------- | ------- | ------ |
|          | pessoas | %     | pessoas  | %        | pessoas | %      |
| Total    | 33 949  | 100   | 17 142   | 50,5     | 16 807  | 49,5   |
| Cidades  | 14 800  | 100   | 7718     | 52,1     | 7082    | 47,9   |
| Povoados | 19 149  | 100   | 9424     | 49,2     | 9725    | 50,8   |